# 新田桃子
新田 桃子（あらた ももこ、1996年〈平成8年〉6月7日 - ）は、日本の女優。東京都出身。

## 略歴
子役として芸能界デビュー。しかし思春期の時、外見を気にしながら仕事することに疲れ自信がなくなり、それが演技面にも影響を及ぼし、ストレスになるくらいならやめようと中学生でフェードアウト。高校、大学、就活と芸能とは距離を置いたが、この先何十年と働くとして、自分のやりたいことをやらなくていいのだろうかと自問自答し、大学4年生となる2019年に「やっぱり私はお芝居がしたい」と母に相談、改めて事務所を受けなおし芸能界入り。
2022年、特撮テレビドラマ『暴太郎戦隊ドンブラザーズ』で連続テレビドラマに初めてレギュラー出演。
ブレイクの兆しを見せたものの、自分はどこに向かっていくんだろうという時間が歯がゆくなり、一度リセットしようと所属事務所を退所。自分の武器は何だと考えた際、独学で覚えた韓国語が使えると考え、韓国でもモデル活動を開始した。

## 人物
趣味は落語、ピラティス、洋館巡り、現代アート。好きなものは数の子。特技は水泳、英語、韓国語。尊敬する人物に松本まりかの名を挙げている。

## 出演

### テレビドラマ
- 暴太郎戦隊ドンブラザーズ（2022年3月13日 - 2023年2月26日、テレビ朝日） - 雉野みほ / 夏美 役
- あざとくて何が悪いの? あざと連ドラ第6弾「あざといを知り尽くした私 I like you? like you」（2022年10月9日 - 2023年3月5日、テレビ朝日） - 今村エリカ 役
- トリリオンゲーム 第2話・第3話（2023年7月21日・28日、TBS） - ラウンジ嬢 役

### ウェブドラマ
- 僕等の物語（2020年、YouTube）
  - 「03 THE LAST SCENE - 彼女のカノジョ」 - 渋谷ゆーこ 役
  - 「14 サイレントベル」 - 中澤美桜 役
- 余命3ヶ月のサレ夫（2024年2月19日、全30話、BUMP） - 岬夏音 役

### オリジナルビデオ
- 暴太郎戦隊ドンブラザーズVSゼンカイジャー（2023年9月27日、東映ビデオ） - 夏美 役

### 舞台
- ニッポン放送×ノーミーツ「背信者」（2023年3月3日 - 8日、本多劇場） - ミハラ（編集者） 役

### CM
- カネボウ化粧品「ALLIE（アリィー）」“世界を想う 美しさつづく（2022年） - 友人 役

### MV
- 浪漫革命「あんなつぁ」（2019年）
- オレンジスパイニクラブ「パピコ」（2023年）

### WEB
- ABCマート GRAND STAGE凛々しさと大胆さを - ストリート＆ランに刺激を生むASICS「GEL-1130」（2021年）
- 日本コカ・コーラ GO:GOOD OATMILK（2022年）

### その他
- spelledit（2022年 - ）

## 書籍

### デジタル写真集
- ドンブラ一人三役女優、初グラビア（2022年11月21日、集英社［週プレ PHOTO BOOK］、撮影：中村和孝）[7]
- new age（2023年2月22日、集英社［YJ PHOTO BOOK］、撮影：桑島智輝）[8]
- HEALTHY SEXY AND STOIC PEACH（2023年3月20日、集英社［週プレ PHOTO BOOK］、撮影：三瓶康友）[9]
- 無防備（2025年2月17日、集英社［週プレ PHOTO BOOK］、撮影：佐藤容平）[10]